# Cloîtres de San Pietro a Majella

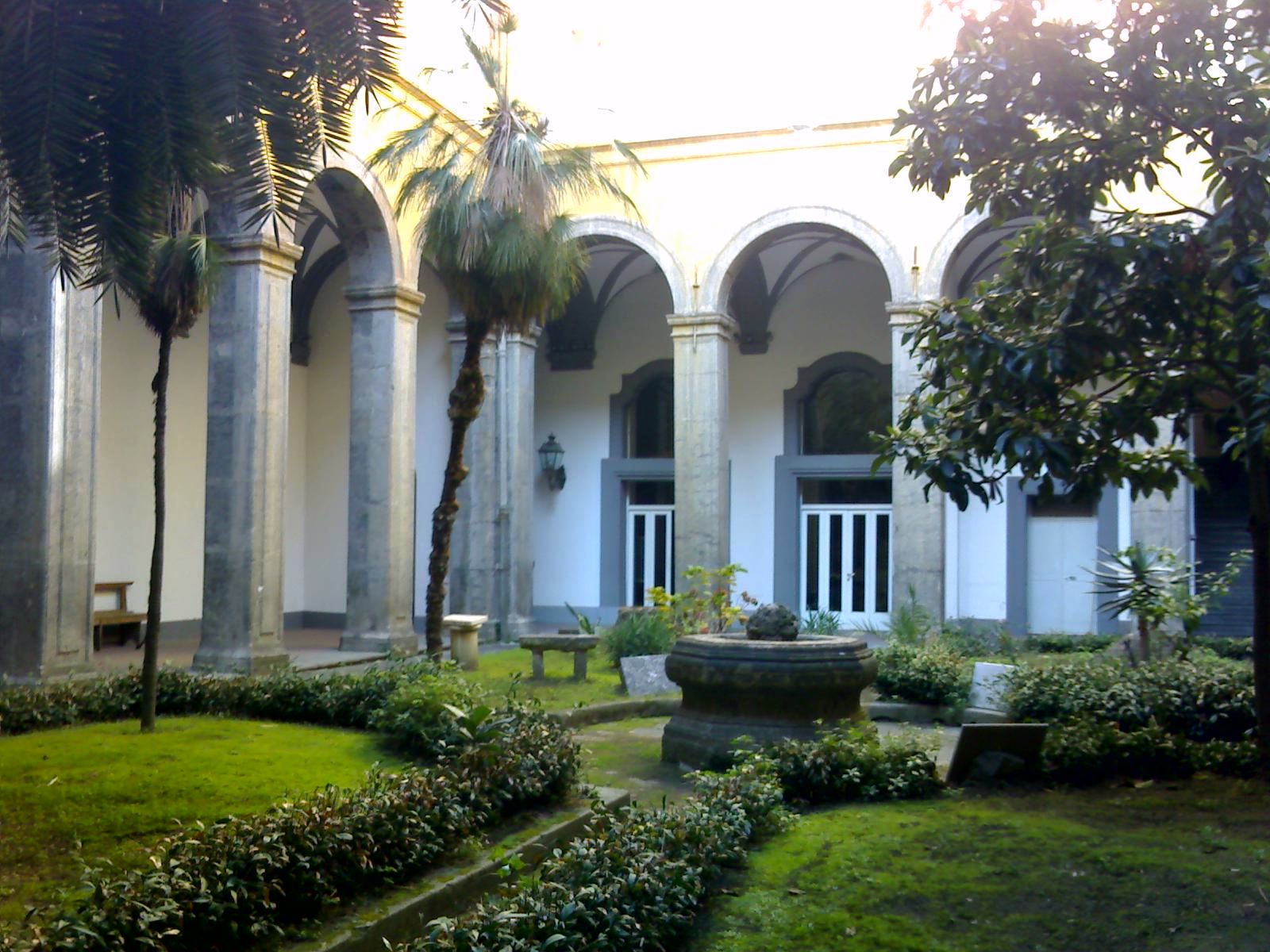
Petit cloître

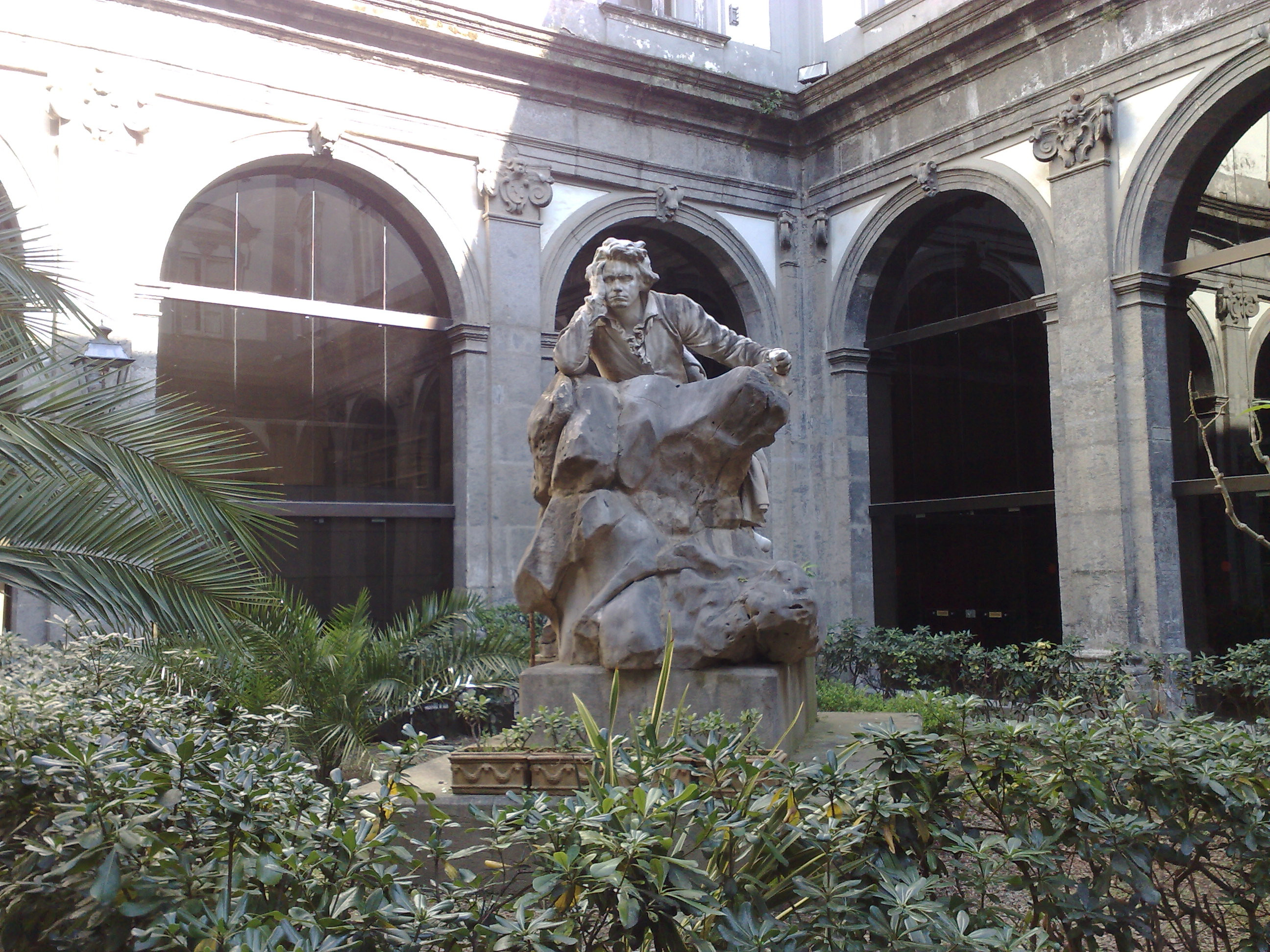
Sculpture de Beethoven de Francesco Jerace dans le grand cloître

Les cloîtres de San Pietro a Majella sont deux cloîtres monumentaux de Naples appartenant au complexe religieux de San Pietro a Majella. Aujourd'hui, ils sont le siège du Conservatoire de Naples, fondé en 1826.

## Histoire et description
Le cloître principal a été construit en 1684 par la volonté du père Celestino, qui a réalisé l'idée de son prédécesseur d'agrandir et de restaurer le complexe des Célestins qui, avec l'église, faisait partie d'une plus vaste intervention de construction dans l'ilôt commencée au milieu du XVIIe siècle, et qui a transformé l'ensemble en style baroque.
Le complexe existait depuis la fondation des structures religieuses, dès le XIIIe siècle sur un projet probable de Giovanni Pipino da Barletta et commandé par Charles II d'Anjou, roi de Naples. En 1407, un grave incendie détruisit tous les bâtiments du monastère et endommagea gravement la structure religieuse, mais au cours du même siècle, les travaux de rénovation en style Renaissance furent lancés.
Au début du XVIIe siècle, le siège de l'Accademia degli Infuriati était situé à l'intérieur des salles du monastère, où se réunissaient les nobles napolitains.
L'accès au grand cloître est desservi par une porte située sur le petit côté de l'église ; le portail a été construit au XVe siècle et est enfermé entre des colonnes ioniques. Les décorations des fenêtres du cloître datent du XVIIIe siècle et sont entièrement en stuc ; au centre est placée la sculpture Beethoven de Francesco Jerace datée de 1895.
Le cloître mineur, quant à lui, est presque identique à sa structure d'origine et était destiné à être utilisé par les frères. Les décorations de la voûte sont en stuc blanc et gris, tandis que les arcs en piperno sont élancés et révèlent leur origine médiévale. Enfin, au centre se trouve un bassin en piperno.

## Source de traduction
- (it) Cet article est partiellement ou en totalité issu de l’article de Wikipédia en italien intitulé « Chiostri di San Pietro a Majella » (voir la liste des auteurs).